# Orde van Verdienste van de Turkse Strijdkrachten
De Orde van Verdienste van de Turkse Strijdkrachten is een ereteken in de vorm van een verzilverde en gedeeltelijk vergulde en rood geëmailleerde bronzen ster met een enkele graad. De ster is alleen voor vreemdelingen bestemd.
De onderscheiding wordt toegekend voor grote verdiensten voor succes en verbetering van de Turkse strijdkrachten. Ook het verbeteren van de buitenlandse betrekkingen komt voor het verlenen van deze orde in aanmerking.
Dit is de enige moderne Turkse orde. De andere eretekens heten "medailles" en "ere-legioenen" te zijn.
De achtpuntige ster draagt in het midden een door een gouden ring met facetten omringd donkerrood medaillon met de Turkse halve maan en ster. De met opgelegde balletjes versierde stralen zijn zo geplaatst dat de langste diagonale, horizontale en verticale zilveren stralen de langste stralen van deze ster zijn. Er is geen lint.